# Stéphane Gagné
Pour les articles homonymes, voir Gagné.
Stéphane « Godasse » Gagné est un délateur québécois né en 1969 connu pour ses aveux et témoignages qui mènent à la condamnation de Maurice « Mom » Boucher pour les meurtres de deux gardiens de prison commis en 1997. Il purge une peine à perpétuité pour le meurtre de la gardienne Diane Lavigne et pour une tentative de meurtre visant l'agent Robert Corriveau. Il obtient une semi-liberté en 2023, puis une libération conditionnelle totale en janvier 2024, et vit sous une nouvelle identité.

## Biographie

### Jeunesse
Il grandit avec un père lutteur professionnel au tempérament autoritaire. Il présente de l'hyperactivité, une dyslexie et des troubles du langage. Il bégaie et prononce mal certains mots, ce qui entraîne humiliations et moqueries à l'école. Il répond souvent par des bagarres. Ses résultats scolaires restent faibles et l'absentéisme devient fréquent.
Vers 10 ans, il expérimente le cannabis. À 13 ans, il revend des stupéfiants à l'école pendant trois ans sans être intercepté. Il quitte l'école à 15 ans sans terminer sa première secondaire. Il enchaîne des emplois temporaires, tout en continuant à vendre et à consommer des stupéfiants quotidiennement. Il s'approvisionne auprès des Hells Angels, de la mafia et du clan Dubois et participe à des vols de véhicules. Il déclare plus tard au Service correctionnel du Canada avoir volé plus de 250 voitures entre 1985 et 1991.
À 16 ans, il développe une dépendance à la cocaïne et quitte le domicile familial. Il tente une cure l'année suivante puis rechute. À 21 ans, après une peine de deux ans pour vols de véhicules et vols par effraction, il cesse d'en consommer. En 1994, il reprend la vente de stupéfiants dans le quartier Hochelaga-Maisonneuve et encadre des lieux de consommation. Il se rapproche des Hells Angels au début de la guerre des motards à Montréal et rencontre Maurice « Mom » Boucher.

### Carrière criminelle
Il évolue chez les Rockers, club-école des Hells Angels, et aspire à intégrer le chapitre Nomads dirigé par Maurice « Mom » Boucher. En décembre 1994, il est arrêté lors d'une opération d'infiltration menée par la Sûreté du Québec et il est condamné à deux ans moins un jour pour avoir vendu 1,5 kg de cocaïne à un agent double.
Dans le contexte de la guerre opposant les Hells Angels aux Rock Machine pour le contrôle du trafic de drogue, il participe à des actions violentes, dont une tentative d'attentat à la bombe contre un repaire des Rock Machine à Verdun en 1996. À plusieurs reprises, lorsqu'il tente de poser l'engin explosif, la police est déjà sur place. Dany Kane, un autre membre des Rockers et informateur, prévient les policiers de l'opération commandée par Maurice « Mom » Boucher. Le 23 août 1996, Gagné parvient finalement à déposer la charge explosive, mais la police découvre et saisit le véhicule piégé qui contient environ 90 kg de dynamite.
En mars 1997, Gagné attire un petit revendeur d'Hochelaga-Maisonneuve qui lui doit 12 000 $, avec un autre sympathisant des Hells, dans un chalet des Laurentides. Le complice de Gagné fait feu tandis que la cible tente de s'enfuir. Gagné tente de porter le coup fatal à bout portant, mais son arme s'enraye. Il l'étrangle, puis les deux hommes enfouissent la victime sous la neige et repartent à Montréal. La victime survit et Gagné ainsi que son complice l'apprennent le lendemain en lisant les journaux. Ils se cachent par crainte de représailles des Hells Angels. Un mois plus tard, ils constatent que les Hells ne leur imposent aucune sanction et Gagné obtient peu après le rang de hangaround chez les Rockers. Ses tâches incluent la vente de drogue, la protection de membres en règle, le transport des bagages lors des déplacements, la surveillance des accès dans les bars et restaurants, le port d'une arme en tout temps et un travail régulier de filature et d'observation.
En juin 1997, sur ordre de Maurice « Mom » Boucher, des attaques visant des agents correctionnels sont planifiées pour déstabiliser le système judiciaire,. Gagné effectue une surveillance autour du centre de détention de Rivière-des-Prairies, puis le plan se déplace vers la prison de Bordeaux. Une première tentative le 19 juin échoue en raison d'un problème mécanique avec la moto. Le 26 juin en soirée, Gagné, passager d'une moto, se porte à la hauteur du véhicule de la gardienne Diane Lavigne et tire à trois reprises dans sa direction. La gardienne est mortellement atteinte,. Le jour suivant, Gagné et son complice rejoignent Maurice « Mom » Boucher qui le félicite pour l'exécution de la mission et lui enjoint de garder le silence en raison de la gravité des peines encourues. 
Quelques mois plus tard, des tirs visant un autobus d'agents correctionnels causent la mort de Pierre Rondeau et blessent Robert Corriveau,.

### Délation
Gagné est arrêté le 5 décembre 1997, en même temps que d'autres motards. Durant la nuit de son arrestation, les enquêteurs facilitent une brève rencontre avec sa conjointe. Après cet entretien, il accepte de collaborer et commence à incriminer ses complices et commanditaires.
À la suite d'une entente avec le ministère public, Gagné plaide coupable au meurtre de Diane Lavigne et à une tentative de meurtre sur Robert Corriveau. Le jury acquitte Boucher le 27 novembre 1998, après que la défense mine la crédibilité de Gagné et que le juge prévient les jurés qu'aucun élément indépendant ne corrobore le délateur.
Un appel mène à un second procès qui s'ouvre le 25 mars 2002,. Gagné témoigne de nouveau. Le jury délibère onze jours et déclare Boucher coupable des meurtres de Diane Lavigne et de Pierre Rondeau ainsi que de la tentative de meurtre sur Robert Corriveau le 5 mai 2002,,. La Cour d'appel du Québec rejette unanimement l'appel de Boucher le 11 mai 2006,. Les aveux et témoignages de Gagné contribuent à d'autres condamnations, dont celle de Boucher. 

### Détention et libération
Pendant sa détention au fédéral, Gagné demeure sous de strictes mesures de protection. Il passe ses sept premières années à l'isolement, puis est décrit comme un détenu modèle et un leader positif au sein des unités carcérales, où il occupe notamment des fonctions à la cuisine et agit comme représentant des détenus.
En 2015, il obtient de la Cour supérieure un devancement de sa date d'admissibilité à la libération conditionnelle. À partir de 2018, il bénéficie de sorties avec escorte qui se déroulent sans incident.
En février 2023, la Commission des libérations conditionnelles du Canada lui accorde une semi-liberté de six mois assortie de conditions, dont un couvre-feu, des restrictions sur ses communications, l'interdiction de fréquenter des personnes liées au crime organisé et l'obligation d'un suivi psychologique. Il demeure protégé par la Sûreté du Québec et réside à un endroit tenu secret sous une nouvelle identité.
En janvier 2024, la Commission lui accorde une libération conditionnelle totale,. Les documents décisionnels évoquent un risque de récidive jugé modéré et maintiennent des conditions, notamment l'interdiction de tout contact avec les victimes et leurs proches ainsi que l'obligation de se tenir à distance de pairs criminalisés,.